# Tywola
Tywola – osada w Polsce, położona w województwie kujawsko-pomorskim, w powiecie brodnickim, w gminie Brodnica. We wsi kończy się droga wojewódzka nr 543.
W latach 1975–1998 miejscowość położona była w województwie toruńskim.
Miejscowość (letnisko) Tywola na przestrzeni wieków znana była także pod nazwą Tivoli, Tivola lub Tiwola.